# Родокипос
Родо̀кипос, още Селели или Сенели (на гръцки: Ροδόκηπος, до 1928 година Σενελί, Сенели или Σέλελη, Селели), е село в Егейска Македония, Гърция, в дем Неа Пропонтида, административна област Централна Македония. Според преброяването от 2001 година Родокипос има 48 жители.

## География
Родокипос е разположено в западната част на Халкидическия полуостров, на 7 километра североизточно от град Неа Каликратия.

## История
Към 1900 година според статистиката на Васил Кънчов („Македония. Етнография и статистика“) в Селели Махала живеят 150 жители турци.
В 1912 година, по време на Балканската война, в Селели влизат гръцки части и след Междусъюзническата война в 1913 година остава в Гърция. След Гръцко-турската война в 1922 година турското му население се изселва. В 1928 година е прекръстено на Родокипос.